# Dernières lettres dans le judaïsme
 (mars 2015).
- Si vous ne connaissez pas le sujet, laissez ce bandeau (vous pouvez alors contacter les auteurs).
- Si vous supprimez le contenu mis en cause (vous pouvez préalablement contacter les auteurs),

argumentez précisément cette suppression dans la page de discussion
(un manque de référence n'est pas un argument ; une recherche réelle de référence doit avoir été effectuée, être formellement documentée).
Les Dernières lettres dans le judaïsme sont des correspondances écrites par des personnalités juives, des maîtres, laissant à leurs élèves et disciples un dernier message sur le sens de l'existence et du judaïsme. Par leur ton et noblesse d'esprit, elles font partie du patrimoine culturel de l'humanité.
Elles représentent un testament spirituel, bien que dans certains cas le mot testament est évité par les auteurs. Les auteurs perçoivent que c'est leur dernière missive. Le ton est rempli d'émotion et de morale.

## Lettres
- Le Testament de Sarah Schenirer
- Le Dernier Message de Samy Klein